# ランスワン駅
ランスワン駅 （ランスワンえき、タイ語:สถานีรถไฟหลังสวน）は、タイ王国南部チュムポーン県ランスワン郡にある、タイ国有鉄道南本線の駅である。

## 概要
ランスワン駅はタイ王国南部チュムポーン県にあり、人口約7万2千人が暮らすランスワン郡にある。町の中心部よりやや南東方向に外れている為、利便性が悪い。駅の正面側（北東側）が、市街地である。
一等駅であり、一部の特急列車が停車する駅でもある。1日に20本（10往復）の列車が発着しその内訳は、特急2往復、急行1往復、快速5往復、普通2往復である。尚快速1往復、普通1往復は当駅が始発、終着である。

## 歴史
タイ国有鉄道南本線は東北本線、北本線に次ぐ3番目の幹線として着工された。旧トンブリー駅 - ペッチャブリー駅間（150.49km）が1903年6月19日に開業したのを皮切りに、南北3か所（ペッチャブリー駅、ソンクラー駅、カンタン駅）より同時に延伸工事が開始され、当駅は南側からの工事により1916年7月17日に開業した。2ヶ月後の1916年9月1日に南北からの路線工事が完了し接続された。
- 1903年6月19日 【開業】旧トンブリー駅 - ペッチャブリー駅 (150.49km)
- 1911年9月6日 【開業】ペッチャブリー駅 - チャアム駅 (36.57km)
- 1911年11月25日 【開業】チャアム駅 - フワヒン駅 (25.93km)
- 1914年1月1日 【開業】フワヒン駅 - ワンポン駅 (19.86km)
- 1914年6月1日  【開業】ワンポン駅 - プラチュワップキーリーカン駅 (69.48km)
- 1915年12月1日 【開業】プラチュアップキーリーカーン駅 - バーンクルット駅 (58.2km)
- 1915年3月15日 【開業】バーンクルット駅 - バーンサパーンヤイ駅 (15.99km)
- 1916年7月17日 【開業】チュムポーン駅 - バーンナ駅 (193.81km)
- 1916年9月1日 【開業】バーンサパーンヤイ駅 - チュムポーン駅 (92.01km)

## 駅構造
単式及び島式1面の複合型ホーム2面2線をもつ地上駅であり、駅舎はホームに面している。

## 駅周辺
- ランスワンバスターミナル (1.5km)